# 在我眼中的行進曲
《在我眼中的行進曲》（日語：僕の瞳のマーチ）是日本樂團PICASSO總計第17張單曲。1992年7月12日由環球唱片（舊名Kitty Record）發行。

## 解說
《在我眼中的行進曲》是樂團PICASSO自從上一張單曲《在月夜下跳舞》以來，睽違2年發行的最新單曲。同名標題曲「在我眼中的行進曲」曾經獲選為EPSON印表機的廣告歌曲使用。
同樣的，B面歌曲「a Piece of Love」被選用電影動畫《亂馬1/2：決戰桃幻鄉！奪回新娘子!!》的片尾主題曲。

## 收錄歌曲
1. 在我眼中的行進曲（僕の瞳のマーチ）
  - 作詞：CHIZURU、TEZUKA、畑鐵也，作曲：PICASSO
  - EPSON印表機廣告歌曲
2. a Piece of Love
  - 作詞：並河祥太，作曲：辻畑鐵也
  - 電影動畫《亂馬1/2：決戰桃幻鄉！奪回新娘子!!》片尾主題曲